# Сагінтаєв Бакитжан Абдирович
Бакитжан Абдирович Сагінтаєв (каз. Бақытжан Әбдірұлы Сағынтаев, нар. 13 жовтня 1963 року, Таласький район, Джамбульська область, Казахська РСР) — казахстанський державний і політичний діяч. Державний секретар Республіки Казахстан з 1 березня 2019 року.
Голова Уряду Республіки Казахстан (2016—2019)
.
Аким міста Алмати 28 червня 2019 — 31 січня 2022.

## Життєпис
Народився 13 жовтня 1963 року в селі Ушарал Таласького району Джамбульської області. З племені Старшого жуза Ошакти.
Закінчив Казахський державний університет ім. С. М. Кірова, кандидат економічних наук.
Трудову діяльність розпочав викладачем кафедри політекономії Алма-Атинського інституту народного господарства.
1988-1992 — працював у Казахському державному університеті ім. С. М. Кірова, пройшов шлях від асистента до доцента кафедри соціології.
1992-1998 — займався підприємницькою діяльністю.
1998 року був призначений заступником акима Жамбильської області
У 1999-2002 роках обіймав посади заступника голови Агентства Республіки Казахстан з підтримки малого бізнесу, голови правління ЗАТ «Фонд розвитку малого підприємництва», заступника голови Агентства Республіки Казахстан з регулювання природних монополій, захисту конкуренції та підтримки малого бізнесу. Від 2002 до 2004 року працював першим заступником голови Агентства Республіки Казахстан з регулювання природних монополій і захисту конкуренції. У 2004—2007 роках очолював Агентство Республіки Казахстан з регулювання природних монополій.
У 2007—2008 роках працював керівником Канцелярії прем'єр-міністра Республіки Казахстан.
30 вересня 2008 — 20 січня 2012 — аким Павлодарської області.
20 січня — 24 вересня 2012 року — міністр економічного розвитку і торгівлі Республіки Казахстан.
У вересні 2012 року — січні 2013 року — перший заступник голови Народно-демократичної партії «Нур Отан»
16 січня 2013 призначений міністром новоствореного міністерства регіонального розвитку Республіки Казахстан, а також одночасно першим заступником прем'єр-міністра Республіки.
7 квітня 2014 року призначений Першим Заступником прем'єр-міністра Республіки Казахстан в уряді Каріма Масімова.
У 2016—2019 роках — прем'єр-міністр Республіки Казахстан.
З 1 — 24 березня 2019 року — Державний секретар Республіки Казахстан.